# Ville-sur-Saulx
 Ville-sur-Saulx  là một xã thuộc the tỉnh Meuse trong vùng Grand Est đông bắc nước Pháp. Xã này nằm ở khu vực có độ cao trung bình 160 mét trên mực nước biển. Dân số theo điều tra năm 1999 của INSEE là 305 người.